# WTO 패널
WTO 패널은 WTO의 국제무역 분쟁해결 관련기관이다. DSB에서 역총의로 설치한다. 즉, 양 당사국간의 국제 무역이 발생해서 한 당사국이 WTO에 제소를 하여 DSB에 패널 설치를 요구한다 그러면, DSB에서는 역총의, 즉 만장일치로 반대하지 않는 한 패널을 설치한다.
분쟁 당사국은 이러한 패널 보고서의 채택에 따른 판정에 대해 항소할 수 있으며, WTO 항소기구에서 항소 보고서를 작성, 다시 DSB에서 역총의로 항소 보고서를 채택한다.

## 역총의
1994년 미국에 의해 우루과이 라운드에서 국제 무역의 분쟁해결절차에서의 의사결정수단으로 역총의를 도입했다. 이전의 GATT 체제에서는, 국제무역의 분쟁해결을 위해 패널 보고서가 작성되어도, 분쟁의 양 당사국의 동의를 포함한 총의에 의해서 그 패널보고서를 채택하였기 때문에, 그 채택이 상당히 지연되거나 거부되는 경우가 많았다. 이를 시정하기 위해서, WTO에서는 총의로 패널 보고서를 거부하지 않는 한 채택이 되도록 하였다. 즉, 역총의제를 도입하였다.
즉, WTO는 패널 설치, 패널 보고서 채택, 항소기구 보고서 채택을 역총의에 의한다. 이것은 WTO가 성취한 가장 급진적인 개혁이다. 즉, DSB가 패널 보고서를 채택하지 않는 것이 사실상 불가능하게 함으로써, 분쟁해결의 최종결정권이 DSB에서 패널로 사실상 이전되게 하였다.이는 WTO 분쟁해결절차의 사법성을 고양시켜주고 있다.

## 패널 위원회
패널은 패널설치일로부터 10일 이내에 5명으로 분쟁당사국들이 합의하지 않는 한, 원칙적으로 3명의 패널 위원으로 구성된다.

## 조정
패널은 일종의 조정과 같은 역할을 한다. 패널에서 패널 보고서를 작성하며, DSB에서는 다시 역총의, 즉 만장일치의 반대가 없는 한 패널 보고서를 채택한다.

## 같이 보기
- 민사조정
- WTO 항소기구